# BORO
BORO（ボロ）は、日本のシンガーソングライター、作詞家、作曲家、音楽プロデューサー、兵庫県伊丹市出身。

## プロフィール

### 略歴
出典：
兵庫県伊丹市出身。
BOROという名前は、中学2年生の頃、彼が乗っていた、古くておんぼろだけど愛用の自転車をテーマにした『ボロの相棒』という自作の詩が、県のコンクールで入賞したことをきっかけに、友人達がつけたニックネーム。自らのミュージシャンとしての使命を“民衆の苦しみの代弁者”と自覚する本人がそのニックネーム「BORO」をそのまま芸名とした。
1972年、高等学校卒業後に上京し、池袋の3畳1間のアパートで暮らしながら、日本声専音楽学院ジャズ科でティーブ・釜萢に師事し、2年間ジャズ・ボーカルを学んだ。
その後、池袋を引き上げ、伊丹に戻ったのち、大阪・北新地のナイトクラブでギターの弾き語りをしていたが、その店を訪れた内田裕也に才能を見出され、1978年夏に大阪でレコーディング。内田のプロデュースにより、ポリドール・レコードに新たなレーベル「カメリア・レコード」が設立され、シングル「都会千夜一夜」で1979年6月1日にデビューした。
デビューと同時に再び上京。BOROのデビューに先立ち、同年5月に萩原健一がリリースしていた「大阪で生まれた女」のヒットを受け8月1日に自身の2作目のシングルとして発表した同曲が大ヒット。同年の第12回 日本有線大賞最優秀新人賞等の賞を受賞した。
以来40年にわたる音楽活動の中で、23枚のアルバム、10枚のベスト・アルバム、23枚(配信)のシングルを発表している（2022年9月現在）。
音楽プロデューサーとして、沢田研二、松田優作、根津甚八、雪村いづみ、梓みちよ、田中裕子、島田紳助、近藤真彦、小泉今日子、森進一、八代亜紀、山田邦子、オール巨人、葛城ユキ等、ジャンルを超えた数多くのアーティストに楽曲を提供している。
1990年からは再び活動拠点を大阪に戻し、意欲的にライブ活動を続ける傍ら、1994年11月1日に自身のレコード会社「BBB Records」を設立。2004年、BBB Records専用スタジオ｢BOROの音符工房｣を神戸市北区の生野高原に竣工。自身及び、所属アーティストのプロデュース、レコーディング等を行い、CD販売、｢ONPU SHOP｣内、音楽配信コーナーでの楽曲配信事業を行ってきた。(2023年3月31日　法人としての活動を停止)

### 2000年以降の主な活動
- 2003年9月3日、AYAKA基金（筋ジストロフィー治療のための基金）10周年記念アルバム 『AYAKA10』発表。[5]
- 2003年9月5日、自叙伝『プロペラのない飛行機』を発表(2014年11月第3刷発行)[6]。
- 2009年8月24日、デビュー30周年記念アルバム『不老不死な物語』を発表。[5]
- 2010年3月10日、ユニバーサルミュージックよりBORO自身が監修・選曲した31曲入り30周年記念ベスト・アルバム『BORO』をリリース。[5]
- 2012年7月3日、自身のFacebookで、夢や希望や元気の出る前向き言葉を発して日本を元気にしようと『前向き言葉推進委員会』グループを立ち上げる。
- 2015年9月16日、トリビュート・アルバム『大阪で生まれた歌』発表。[5]
- 2017年6月27日、自身のFacebookで、いじめについて真剣に語り合い、世界からいじめや差別をなくそうと『いじめ撲滅推進委員会』グループを立ち上げる。[7]
- 2017年8月24日、iPS細胞研究基金支援の歌『しあわせのおくりもの』発表。[8]
- 2017年11月22日、全曲弾き語りスタジオライブ録音によるセルフカバー・アルバム『SHOUT!』発表。[5]
- 2019年8月1日、デビュー40周年記念アルバム『RISING!』発表。[5]
- 2021年12月22日、全曲書き下ろし弾き語りオリジナル・アルバム『OVERCOME』発表。[5]
- 2022年8月1日、サンミュージック出版と業務提携。[9]
- 2022年9月23日、世界平和を願うメッセージソング。配信限定シングル『COMEDIAN/兵士のラブレター』を配信販売。[8]
- 2023年11月1日、「世界平和」に向けた「強いメッセージ」が込められたアルバム『MILESTONE』発表。

### 闘病と復活
BOROはC型肝炎のキャリアで常に体調不良の状態が続いていた。また、2006年7月には上顎洞（じょうがくどう）に膿がたまり、5年間で計5回、口の中を計144針縫う手術を繰り返している。
更にドラムのシンバルスタンドが倒れたことによる硬膜下血腫で、生死をさまよう大手術を2010年7月7日に受けたが、その退院後2日目に、映画音楽のレコーディングで主題歌を熱唱。その影響で硬膜下血腫が再発し8月10日緊急再手術を受けた。 
このように、近年（2014年）までの間、特にこの約10年間は、立て続けに襲い来る病と闘いながら活動を続けてきたが、その後は各手術の術後の経過も良く、また2014年にはじめたC型肝炎の新薬治療が功を奏し、生まれて初めての健康体を手に入れることが出来た。

### 腎臓がんの克服
2018年頃、左側の腎臓に小さな影が見つかり経過観察。2020年、1・5センチほどの大きさになり「腎臓がん」の診断。
2021年1月にSNSで「腎臓がん」であることを公表。
1月13日に腹腔（ふくくう）鏡手術支援ロボット「ダヴィンチ」で左腎臓の腫瘍部分を摘出。同21日に退院。自覚症状もなかったが、定期検査での早期発見のため初期のガンを取り去ることが出来た。術後の痛みはあるものの経過は良好で、同年3月13日には神戸市内で万全の感染対策をとったうえで「BORO Birthday 弾き語りLIVE」を開催。がんの克服を宣言した。
同年12月22日には、人類のコロナ禍の克服と、自らのがんの克服への思いを込めたアルバム『OVERCOME』（克服の意）をリリース。

### AYAKA基金　～難病治療支援活動～
1991年、筋ジストロフィーの少女・綾佳ちゃんとの出会いを通し、綾佳ちゃんの歌『AYAKA MY　LOVE』を作詞・作曲。アルバム『慈愛-JIAI-』に収めると共に、1993年「AYAKA基金」を設立。
チャリティー・コンサート「ミュージシャンズ・カーニバル」などでの募金活動や署名運動を通し、筋ジストロフィーに対する理解や原因究明の更なる推進を求めて歴代の厚生（労働）大臣（1997年:小泉厚生大臣、2000年:津島厚生労働大臣、2001年、2002年、2003年:坂口厚生労働大臣、2004年:尾辻厚生労働大臣、2006年:柳沢厚生労働大臣、2007年、2009年:舛添厚生労働大臣）。基金設立20周年となる2013年には、安倍総理大臣に10回目の募金を届け、広く着実にその活動を展開している。
また、AYAKA基金設立から24年目の2017年には、AYAKA基金の活動にずっと共感を寄せていた「NPO法人さい帯血国際患者支援の会」理事長の有田美智世氏とタッグを組み、京都大学・山中伸弥教授のiPS細胞研究基金周知広報の歌『しあわせのおくりもの』を製作した。
BOROはその告知のなかで、「私に出来ることは 歌を創り歌うことです。難病と闘っている患者さん、治療法確立を目指している研究者の方々、患者支援の活動をしているボランティアのみなさんに思いを馳せ、出来上がった歌が「しあわせのおくりもの」と「愛の配達人」です。みなさんと一緒に難病克服を目指して、その機運を盛り上げていきましょう!どうか、くれぐれもよろしくお願い申し上げます!」と述べている。

## ディスコグラフィー

### シングル
出典：
| 発売日                         | 規格                 | 規格品番             | 面                   | タイトル                                                        | 作詞                         | 作曲                         | 編曲                   | 備考                                                               |
| ポリドール・カメリア           | ポリドール・カメリア | ポリドール・カメリア | ポリドール・カメリア | ポリドール・カメリア                                            | ポリドール・カメリア         | ポリドール・カメリア         | ポリドール・カメリア   | ポリドール・カメリア                                               |
| ------------------------------ | -------------------- | -------------------- | -------------------- | --------------------------------------------------------------- | ---------------------------- | ---------------------------- | ---------------------- | ------------------------------------------------------------------ |
| 1979年6月1日                   | EP                   | DCQ-6001             | A                    | 都会千夜一夜                                                    | BORO                         | BORO                         | BORO                   |                                                                    |
| 1979年6月1日                   | EP                   | DCQ-6001             | B                    | 家へ帰ろうか                                                    | BORO                         | BORO                         | BORO                   |                                                                    |
| 1979年8月1日                   | EP                   | DCQ-6002             | A                    | 大阪で生まれた女                                                | BORO                         | 岡山準三&BORO                | BORO                   |                                                                    |
| 1979年8月1日                   | EP                   | DCQ-6002             | B                    | Hey!ミスター・ボーン                                            | BORO                         | BORO                         | BORO                   |                                                                    |
| 1980年5月25日                  | EP                   | DCQ-6004             | A                    | 見返り美人                                                      | BORO                         | BORO                         | 大木啓造&BORO          |                                                                    |
| 1980年5月25日                  | EP                   | DCQ-6004             | B                    | 今夜はブルースを                                                | BORO                         | 岡山準三                     | 大木啓造&BORO          |                                                                    |
| 1980年11月25日                 | EP                   | 7DC-7002             | A                    | たった一日のバラ                                                | BORO                         | BORO                         | 船山基紀               |                                                                    |
| 1980年11月25日                 | EP                   | 7DC-7002             | B                    | ティティアティア                                                | BORO                         | BORO                         | 船山基紀               |                                                                    |
| ビクター・Invitation           |                      |                      |                      |                                                                 |                              |                              |                        |                                                                    |
| 1982年2月1日                   | EP                   | VIHX-1565            | A                    | 外はかげろう                                                    | BORO                         | BORO                         | 今剛                   |                                                                    |
| 1982年2月1日                   | EP                   | VIHX-1565            | B                    | Norma Jean                                                      | BORO                         | BORO                         | 速水清司               |                                                                    |
| 1982年9月21日                  | EP                   | VIHX-1587            | A                    | 海に架かる橋                                                    | BORO                         | BORO                         | 速水清司               |                                                                    |
| 1982年9月21日                  | EP                   | VIHX-1587            | B                    | いそぎ足の街                                                    | BORO                         | BORO                         | 今剛                   |                                                                    |
| 1983年1月1日                   | EP                   | VIHX-1598            | A                    | ネグレスコ・ホテル                                              | BORO                         | 井上大輔                     | 井上大輔               | 大塚『シンビーノ』CM曲                                             |
| 1983年1月1日                   | EP                   | VIHX-1598            | B                    | レッド・シューズ                                                | BORO                         | BORO                         | 今剛                   |                                                                    |
| 1983年6月21日                  | EP                   | VIHX-1609            | A                    | シシリーの砂                                                    | BORO                         | 井上大輔                     | 井上大輔               |                                                                    |
| 1983年6月21日                  | EP                   | VIHX-1609            | B                    | ビオラのように                                                  | BORO                         | BORO                         | 速水清司               |                                                                    |
| 1984年5月21日                  | EP                   | VIHX-1633            | A                    | ハートの音                                                      | BORO                         | BORO                         | 原田末秋               |                                                                    |
| 1984年5月21日                  | EP                   | VIHX-1633            | B                    | 仕事が終わったら AFTET THE WORK                                 | BORO                         | BORO                         | 原田末秋               |                                                                    |
| 徳間ジャパン・JAPAN RECORD     |                      |                      |                      |                                                                 |                              |                              |                        |                                                                    |
| 1988年7月25日                  | 8cmCD                | 10JC-291             | A                    | やさしく愛して…                                                 | BORO                         | BORO                         | BORO&Rolling Club Band |                                                                    |
| 1988年7月25日                  | 8cmCD                | 10JC-291             | B                    | 悲しまないで(DON'T LET YOU DOWN)                                | BORO                         | BORO                         | BORO&Rolling Club Band |                                                                    |
| 1990年2月25日                  | 8cmCD                | TKDA-30030           | A                    | 大阪レイニーデー                                                | BORO                         | 尾崎和行                     | 速水清司               | オリジナルは高山厳。セルフカバー                                   |
| 1990年2月25日                  | 8cmCD                | TKDA-30030           | B                    | BEIJING（北京）                                                 | BORO                         | BORO                         | BORO                   |                                                                    |
| 1991年1月25日                  | 8cmCD                | TKDA-30207           | 1                    | 日本で生まれて                                                  | BORO                         | BORO                         | BORO&深町栄            | TBS系TV番組「青春！島田学校」主題歌。                              |
| 1991年1月25日                  | 8cmCD                | TKDA-30207           | 3                    | トヤレ                                                          | BORO                         | BORO                         | BORO&深町栄            |                                                                    |
| 1992年5月25日                  | 8cmCD                | TKDA-30506           | 1                    | 反省なき反逆                                                    | BORO                         | BORO                         | BORO                   | 「新三共胃腸薬」CMタイアップ曲。                                   |
| 1992年5月25日                  | 8cmCD                | TKDA-30506           | 2                    | 季節のない季節 The Season Without Season                        | BORO                         | BORO                         | BORO                   | 映画「風、スローダウン」（監督：島田紳助）主題歌。                 |
| 1993年12月21日                 | 8cmCD                | TKDA-70249           | 1                    | 大阪で生まれた女(リメイク)                                      | BORO                         | BORO                         | BORO&Rolling Club Band |                                                                    |
| 1993年12月21日                 | 8cmCD                | TKDA-70249           | 2                    | 大阪レイニーデー                                                | BORO                         | 尾崎和行                     | 速水清司               |                                                                    |
| BMGビクター                    |                      |                      |                      |                                                                 |                              |                              |                        |                                                                    |
| 1993年5月21日                  | 8cmCD                | BVDR-179             | 1                    | かくれんぼやめた                                                | BORO                         | BORO                         | BORO                   | NHKドラマ新銀河「大阪で生まれた女やさかい」主題歌。                |
| 1993年5月21日                  | 8cmCD                | BVDR-179             | 2                    | やさしく愛して…（リメイクバージョン・アコースティックアレンジ） | BORO                         | BORO                         | BORO                   |                                                                    |
| オッズレーベル                 |                      |                      |                      |                                                                 |                              |                              |                        |                                                                    |
| 1994年1月21日                  | 8cmCD                | CRDO-1               | 1                    | オオサカサンセット～港の夕陽が好きやった THE DOCK OF THE BAY    | Otis Redding                 | Steve Cropper                | 中村健治               |                                                                    |
| 1994年1月21日                  | 8cmCD                | CRDO-1               | 2                    | 道頓堀ブルース～もうかりまっか                                  | 忌野清志郎                   | 忌野清志郎                   | 中川イサト             |                                                                    |
| 1994年1月21日                  | 8cmCD                | CRDO-1               | 3                    | マンハッタンとオオサカ                                          | BORO                         | BORO                         | BORO                   |                                                                    |
| 1994年6月22日                  | 8cmCD                | CRDO-3               | 1                    | シーサイド・バウンド                                            | 橋本淳                       | すぎやまこういち             | 伊藤順次               |                                                                    |
| 1994年6月22日                  | 8cmCD                | CRDO-3               | 2                    | 夕陽が沈むまえに リーチ・アウト・アイツ・ビー・ゼア             | B.Holland E.Holland L.Dozier | B.Holland E.Holland L.Dozier | スマイリー司           |                                                                    |
| ポリスター&BBBレコード         |                      |                      |                      |                                                                 |                              |                              |                        |                                                                    |
| 1997年6月25日                  | 8cmCD                | PSDR-5286            | 1                    | ランナーの靴音                                                  | BORO                         | BORO                         | 深町栄                 |                                                                    |
| 1997年6月25日                  | 8cmCD                | PSDR-5286            | 2                    | 真夜中の電話                                                    | BORO                         | BORO                         | 深町栄                 |                                                                    |
| 1997年9月3日                   | 8cmCD                | PSDR-5293            | 1                    | 大阪で生まれた女                                                | BORO                         | BORO                         | BORO                   | 1979年発売のオリジナル版。                                         |
| 1997年9月3日                   | 8cmCD                | PSDR-5293            | 2                    | なんぼ                                                          | BORO                         | BORO                         | 深町栄                 |                                                                    |
| ワーナーミュージック・ジャパン |                      |                      |                      |                                                                 |                              |                              |                        |                                                                    |
| 2003年9月10日                  | CD                   | WPCL-10049           | 1                    | 大阪で生まれた男                                                | BORO&松井駿                  | BORO                         | PCR                    | 『大阪で生まれた女』の替え歌で、阪神タイガース承認の同球団応援歌。 |
| 2003年9月10日                  | CD                   | WPCL-10049           | 2                    | 大阪で生まれた女<2003>                                          | BORO                         | BORO                         | PCR                    |                                                                    |
| 2003年9月10日                  | CD                   | WPCL-10049           | 3                    | 大阪で生まれた男 -Slip Slidin' Mix -                            | BORO&松井駿                  | BORO                         | PCR                    |                                                                    |
| アイビーレコード               |                      |                      |                      |                                                                 |                              |                              |                        |                                                                    |
| 2016年6月22日                  | CD                   | QAIR-10038           | 1                    | 六甲おろしROCK OH OROSHI                                        | 佐藤惣之助                   | 古関裕而                     | 土井淳                 | BORO with 川藤幸三・オール巨人・澁谷天外 feat.はたけ名義。         |
| 2016年6月22日                  | CD                   | QAIR-10038           | 2                    | どっちやねん                                                    | 木崎徹                       | BORO                         | 土井淳                 |                                                                    |
| 2017年8月24日                  | CD                   | IVYR-1066            | 1                    | しあわせのおくりもの                                            | BORO                         | BORO                         | 土井淳                 | iPS細胞研究基金の周知広報支援の歌。                                |
| 2017年8月24日                  | CD                   | IVYR-1066            | 2                    | 愛の配達人                                                      | BORO                         | BORO                         | 土井淳                 |                                                                    |

|                                | 規格             | 規格品番         | 番               | タイトル                             | 作詞             | 作曲             | 編曲             | 備考                                                    |
| アイビーレコード               | アイビーレコード | アイビーレコード | アイビーレコード | アイビーレコード                     | アイビーレコード | アイビーレコード | アイビーレコード | アイビーレコード                                        |
| ------------------------------ | ---------------- | ---------------- | ---------------- | ------------------------------------ | ---------------- | ---------------- | ---------------- | ------------------------------------------------------- |
| 2022年9月23日                  | 配信             |                  | １               | COMEDIAN                             | BORO             | BORO             | BORO             | 配信限定シングル。世界平和を願うメッセージSONG。        |
| 2022年9月23日                  | 配信             |                  | ２               | 兵士のラブレター                     | BORO             | BORO             | BORO             | 配信限定シングル。世界平和を願うメッセージSONG。        |
| ワーナーミュージック・ジャパン |                  |                  |                  |                                      |                  |                  |                  |                                                         |
| 2023年9月27日                  | 配信             |                  | 1                | 大阪で生まれた男                     | BORO&松井駿      | BORO             | PCR              | 阪神タイガース公式応援歌 2023年セリーグ優勝記念緊急配信 |
| 2023年9月27日                  | 配信             |                  | 2                | 大阪で生まれた女<2003>               | BORO             | BORO             | PCR              | 阪神タイガース公式応援歌 2023年セリーグ優勝記念緊急配信 |
| 2023年9月27日                  | 配信             |                  | ３               | 大阪で生まれた男 -Slip Slidin' Mix - | BORO&松井駿      | BORO             | PCR              | 阪神タイガース公式応援歌 2023年セリーグ優勝記念緊急配信 |

### アルバム
出典：
| 発売日                     | 規格                 | 規格品番                                   | タイトル | 備考                                                                          |
| ポリドール・カメリア       | ポリドール・カメリア | ポリドール・カメリア                       | ポリドール・カメリア | ポリドール・カメリア                                                          |
| -------------------------- | -------------------- | ------------------------------------------ | --- | ----------------------------------------------------------------------------- |
| 1979年8月1日               | LP                   | MCF-3001                                   | COMING SOON Side:A 1. 都会千夜一夜 2. ぼくの誕生日 3. Hey！ミスターボーン 4. 軽蔑 5. 今日も待ちぼうけ Side:B 1. 大阪で生まれた女 2. 家へ帰ろうか 3. いかさまカード 4. 酒にひたってメリーは死んだ 5. 弾き語り達へ”ラウンジ美樹にて” |                                                                               |
| 1980年5月25日              | LP                   | MCF-3003                                   | 走る階級 RUNNING Side:A 1. 今夜はブルースを 2. 喜劇役者 3. 走る階級 4. 運もなく 5. 電話番号 Side:B 1. ジャッキー舟を出せ!! 2. そばかすケティ 3. プレスされた僕の帽子 4. 女の部屋 5. 見返り美人 |                                                                               |
| ビクター・Invitation       |                      |                                            | |                                                                               |
| 1982年2月1日               | LP                   | VIH-28070                                  | 罪 Side:A 1. 奈々 2. 外はかげろう 3. マダムT 4. マジック ドリンク 5. コイン Side:B 1. 国道沿いのワゴンの中で 2. 雨よ心に 3. ギター弾き 4. 屋根の上の猫 5. 天国は遠くの街 |                                                                               |
| 1992年9月23日              | CD                   | VICL-2095                                  | 罪 Side:A 1. 奈々 2. 外はかげろう 3. マダムT 4. マジック ドリンク 5. コイン Side:B 1. 国道沿いのワゴンの中で 2. 雨よ心に 3. ギター弾き 4. 屋根の上の猫 5. 天国は遠くの街 |                                                                               |
| 1982年10月21日             | LP                   | VIH-28101                                  | 愛 Side:A 1. 今日も晴れている 2. コインランドリーの前で 3. いそぎ足の街 4. レッド・シューズ 5. 雨の街 Side:B 1. 大阪からの手紙 2. 少年と少女 3. ルート246 4. パントマイムの昼下り 5. どしゃぶり 6. 海に架かる橋 |                                                                               |
| 1983年6月21日              | LP                   | VIH-28130                                  | FIGHT Side:A 1. 時計よ石になれ 2. ある人々の休日 3. コンクリートの壁 4. シシリーの砂 5. ピエロ ビビンド ブー Side:B 1. Shady City 2. タンブリン ロード 3. Sealight Sunset 4. Fighting Man 5. ビオラのように 6. 野のバラ |                                                                               |
| 1984年5月21日              | LP                   | VIH-28172                                  | SOUND OF HEART Side:A 1. 宝石のような 2. 仕事が終ったら 3. 摩天楼からキッスを 4. Lady More 5. ハートの音 Side:B 1. やさしいライオン 2. ミステリー ギャング 3. ダイヤモンド 4. トランクには毛布を一枚 5. 雨の日の出来事 |                                                                               |
| 徳間ジャパン・JAPAN RECORD |                      |                                            | |                                                                               |
| 1988年4月25日              | LP                   | 32JC-287                                   | BOY 1. やさしく愛して・・・ 2. ROCK`N ROLLER 3. ハングリー・ボーイ 4. リンデンバンの歌 5. あて名のない手紙 6. HEY,BOY 7. BOYの口笛 8. 悲しまないで 9. ベンチ 10. 線路に架ける橋 11. Going Home Tokyo |                                                                               |
| 1999年11月25日             | CD                   | TKCA-71781                                 | BOY 1. やさしく愛して・・・ 2. ROCK`N ROLLER 3. ハングリー・ボーイ 4. リンデンバンの歌 5. あて名のない手紙 6. HEY,BOY 7. BOYの口笛 8. 悲しまないで 9. ベンチ 10. 線路に架ける橋 11. Going Home Tokyo |                                                                               |
| 1989年10月25日             | LP                   | 30JC-468                                   | アジアの少年-亜細亜少年- 1. Beijing(北京) 2. 天安門広場 3. アジアの少年 4. 喜びの街と悲しみの街 5. ちょうどいい 6. 大阪レイニーデー 7. カシの木 8. 川 9. 蜜の味に気をつけて 10. 洋子 11. 愛と罪 12. 宝石と石ころ |                                                                               |
| 1999年11月25日             | CD                   | TKCA-71787                                 | アジアの少年-亜細亜少年- 1. Beijing(北京) 2. 天安門広場 3. アジアの少年 4. 喜びの街と悲しみの街 5. ちょうどいい 6. 大阪レイニーデー 7. カシの木 8. 川 9. 蜜の味に気をつけて 10. 洋子 11. 愛と罪 12. 宝石と石ころ |                                                                               |
| 1991年1月25日              | CD                   | TKCA-30154                                 | 薔薇と女 1. 薔薇と女 2. 王子エンリケ(海の雄者) 3. トヤレ 4. 日本で生まれて 5. 風と女 6. 逢いに行くよ 7. 三太黒田 8. モリソンに言ったんだ 9. ジュディーは出ていった 10. 飛び立つ鳥 11. スタンディング・アローン |                                                                               |
| 1999年11月25日             | CD                   | TKCA-71782                                 | 薔薇と女 1. 薔薇と女 2. 王子エンリケ(海の雄者) 3. トヤレ 4. 日本で生まれて 5. 風と女 6. 逢いに行くよ 7. 三太黒田 8. モリソンに言ったんだ 9. ジュディーは出ていった 10. 飛び立つ鳥 11. スタンディング・アローン |                                                                               |
| 1991年9月25日              | CD                   | TKCA-30366                                 | 季節のない季節 1. 我が人生はレースなり(DREAM) 2. われない風船 3. 季節のない季節 4. 大人なんかなりたくないよ 5. 好き 6. コンクリートに描いた絵 7. MARY JANE(愛しい人よ) 8. 勝利者のほほえみ 9. 酒と泪と男と女 | 映画「風、スローダウン」（監督：島田紳助） 主題歌を中心に構成されたアルバム。 |
| 1992年10月23日             | CD                   | TKCA-30691                                 | JIAI 慈愛 1. Animal 2. AYAKA MY LOVE 3. ゆうじのハンマー 4. キミのドアをノックする 5. 恋のはじまり 6. LIKE HUNGRY BEES 7. 反省なき反逆 8. どしゃぶりなのに 9. ASHITA 10. THE TRUTH (うそのない言葉) |                                                                               |
| 1992年12月21日             | CD                   | TKCA-30724                                 | 大阪で生まれた女・18 1. 大阪で生まれた女・18 2. ビオラのように 3. 毎日がハッピーニューイヤー | 『大阪で生まれた女』フルバージョン（18番まで）。                              |
| オッズ・レーベル           |                      |                                            | |                                                                               |
| 1994年2月21日              | CD                   | CRCO-20001                                 | OSAKA FUNKY TOWN 1. 道頓堀ブルース~もうかりまっか 2. オオサカ・サンセット~港の夕陽が好きやった 3. 夕陽が沈むまえに 4. 本当の愛やから 5. シーサイドバウンド 6. 月のあかりにつつまれる広場の物語 7. 陽だまりの中で 8. 遠くへ行きたい 9. マンハッタンとオオサカ |                                                                               |
| ポリスター／BBBレコード    |                      |                                            | |                                                                               |
| 1995年1月20日              | CD                   | BBCR-0001                                  | I LOVE YOU★S★A 1. INDIANのねむる丘 2. 拳銃と雨 3. ポプラのかおる手紙 4. 天国の歌 5. さあ！働こう！ 6. 娘からの電話 7. コインのいらないジュークボックス 8. 歩いていこう負けないで 9. 教えてほしい 10. いくつものハードルを 11. 最後のメロディー |                                                                               |
| 1997年9月26日              | CD                   | PSCR-5633                                  | なんぼ Nanbo-Life,Love&Faith 1. 煙突だらけの街に生まれて 2. ズタズタとペラペラのシャッフル (real fuzz mix) 3. 悲恋のメロディー 4. 看守に聞きな 5. 哀しみのドアをノックしている 6. 真夜中の電話 7. 100万ドルの行くえ 8. なんぼ 9. ランナーの靴音 10. 涙くんさよなら (blues explosion mix) (BONUS TRACKS) 11. 大阪で生まれた女 (BONUS TRACKS)                                                                                             |                                                                               |
| 2000年                     | CD                   | BBCR-1002                                  | たたえよ永遠に 1. たたえよ永遠に（2:54） 2. STONE'S ENERGY～誓いのゴング（3:22） 3. 伝説のイルカ～デルフィン勝利の歌（2:34） 4. 残像(INSTRUMENTAL)（3:21） | 「大阪プロレス」テーマ曲。                                                    |
| 2001年                     | CD                   | BBCR-1005                                  | 愛の狩人 1. 愛の狩人 2. 想い出の風 3. ブリキの微笑み 4. ロバと羊たちのセ・レナード |                                                                               |
| 2003年9月3日               | CD                   | BBCR1007 (TMYC-1015)                       | AYAKA10 1. ひまわり 2. 言葉じゃなくて 3. 僕の小さなTokyo 4. 華火(HANABI) 5. 二人の青空 6. 今日は空から音符が降るよ 7. Morning Coffee 8. ランナーの靴音 9. 風のメッセージ 10. AYAKA MY LOVE | AYAKA基金(筋ジストロフィー治療のための基金)10周年記念アルバム。               |
| 2009年8月24日              | CD                   | BBBO-1013                                  | 不老不死な物語 1. 私革命の記念日に・・・ 2. 不老不死な物語 3. ニニロッソ(Nini Rosso)を聴きながら 4. プロペラのない飛行機 5. 大阪は王様 6. ロバと羊たちのセレナード 7. 月と星の物語 8. 夜空の観覧車 9. 神戸BAND物語 10. Cashiの木 2009 11. ランナーの靴音 | デビュー30周年記念アルバム。                                                  |
| アイビーレコード           |                      |                                            | |                                                                               |
| 2015年9月16日              | CD                   | 通常盤CD QAIR-10015 特別盤DVD付 QAIR-30003 | 大阪で生まれた歌 1. 酒と泪と男と女 with 河島英五 2. 悲しい色やね 3. 月のあかり with 美勇士 feat. 原田喧太 4. やっぱ好きやねん 5. 大阪で生まれた女 6. 浪花恋しぐれ duet with 南野陽子 7. 六甲おろし with 川藤幸三・オール巨人・澁谷天外 feat.はたけ 8. 雨の御堂筋 9. 大阪エレジー feat.はたけ from シャ乱Q 10. 大阪の女 duet with 大西ユカリ 11. どっちやねん 12. 大阪で生まれた女19 <DVD> 「大阪で生まれた女」 フルコーラス18番全編収録 | BOROによる大阪トリビュート・アルバム。                                        |
| 2017年11月22日             | CD                   | QAIR-10101                                 | SHOUT! 1. ネグレスコホテル 2. 酒と泪と男と女 3. 大阪で生まれた女 4. 悲しい色やね 5. ぐでんぐでん 6. うそのない言葉 7. 天国は遠くの町 8. 恋人よ 9. 雨が消した 10. やさしく愛して 11. 最後のメロディー 12. ランナーの靴音 | 全曲弾き語りスタジオライブ録音。                                              |
| 2019年8月1日               | CD                   | QAIR-10166                                 | RISING! 1. 不思議な恋 2. 小さな拳銃 3. Ｂ級映画 4. SCENARIO 5. CAST 6. しあわせのおくりもの 7. 春夏秋冬抱きしめて 8. 世界中の母の嘆きに捧ぐ 9. 魂の旋律 10. 天国に行けば何が見えるの 11. Song Song Song-砂時計- 12. 朝日のあたる家 | デビュー40周年記念オリジナル・アルバム。                                      |
| 2021年12月22日             | CD                   | QAIR-10180                                 | OVERCOME 1. ガラス細工の飾り物 2. 道化師たちの住み家 3. 真夏の雨のメロディー 4. Door Man 5. 僕のトロンボーン 6. Mistake 7. 希望へのドア 8. 病院で働く人に捧ぐ歌 9. 友の名は… 10. 小さな家 11. Animal 12. 愛の狩人 | 全曲書き下ろし弾き語りオリジナル・アルバム。                                  |
| サンミュージック・レコード |                      |                                            | |                                                                               |
| 2023年11月1日              | CD                   | QASR-10109                                 | MILESTONE 1. PISTOL 2. お月さまに願う夜 3. 夜のてっぺんで 4. Emma Blue 5. Mr.ビビリビィの大海原 6. COMEDIAN 7. 兵士のラブレター 8. 喜怒哀楽の野原の花 9. 欠けた歯車 10. 真夏が通り過ぎて 11. お月さまに願う夜（Mellow Version） 12. COMEDIAN（Funky Version） | 全曲書き下ろしオリジナル・アルバム。                                          |

### ベスト・アルバム
出典：
1. BORO BEST&BEST（1980年11月25日　ポリドール・カメリア）
  - 「COMING SOON」「RUNNING」からのカメリア・レコード時代のベスト・アルバム
2. A LITTLE BEST SONGS（1983年3月21日　ビクター・Invitation）
  - 「罪」「愛」からのビクター・Invitation時代のベスト・アルバム。「ネグレスコ・ホテル」収録
3. LOVE & TEARS-BORO BEST SELECTION（1988年10月25日　徳間ジャパン・JAPAN RECORD）
  - カバー曲とオリジナル曲のコラボレーション
4. LOVE & TEARS-BEST4-（1989年1月25日　徳間ジャパン・JAPAN RECORD）
  - LOVE & TEARS-BORO BEST SELECTIONの中から4曲をチョイス。
5. BORO BEST COLLECTION（1993年11月25日　徳間ジャパン・JAPAN RECORD）
  - 1988年～1992年の徳間ジャパン時代のベスト・アルバム
6. BORO 20/20 1979-1999 BEST SELECTION（1999年7月1日 ポリスター）
  - デビュー20周年記念アルバム　BORO20年の集大成　未発表曲も収録
7. BORO　ゴールデン☆ベスト-Early Days-（2004年6月2日 ユニバーサルミュージック）
  - カメリア時代のアルバムとシングルで選曲されたベスト・アルバム
8. BORO　ゴールデン☆ベスト-反省なき反逆-（2005年1月26日　徳間ジャパン・JAPAN RECORD）
  - 徳間ジャパン時代のシングル収録曲を中心としたベスト・アルバム　「大阪で生まれた女・18」収録
9. BORO ベスト10（2005年11月9日　ユニバーサルミュージック）
  - カメリア時代の曲10曲をセレクトしたベスト・アルバム
10. BORO　30TH　ANNIVERSARY BEST ALBUM（2010年3月10日　ユニバーサルミュージック）
  - CD化されていない楽曲を含む2枚組30曲の豪華版30周年記念ベスト・アルバム

## 書籍
- 「プロペラのない飛行機～BOROの自叙伝～」[6]

## 楽曲提供
- 沢田研二「やさしく愛して」「KNOCK TURN」「捨てぜりふ」
- 松田優作「天国は遠くの街」
- 根津甚八「GINKA」「MACHINE」
- 近藤真彦『うそのない言葉 〜THE TRUTH〜（アルバム）』「好き」
- 梓みちよ「モスクワの子猫ちゃん」「地図にない停車場」
- 森進一「セピアの雨」
- 八代亜紀「悲しみの法則」
- 小沢亜貴子「私と太陽」
- オール巨人「あんじょうやりや」
- 田中裕子「インダス・リバー」「ダウンタウン・メロディー」「ジィーダンダ」
- 小泉今日子「グッドバイ・ジェラシー」
- 葛城ユキ「RUNNER」
- ホライズン「風のエンジェル」「ある出来事」
- 山田邦子「マドンナ」
- 雪村いづみ「愛を届けて……」
- 松本かずこ「大阪ジプシー」「ロダンの彫刻」
- 高山厳「大阪レイニーデー」 - のちセルフカバー（歌詞は同一だが最後に2番のサビを繰り返している）。さらに作曲の尾崎和行もセルフカバー（歌詞は基本的に同一）

## 音楽担当
- 映画「風、スローダウン」（1991年、監督：島田紳助）
- 映画「浅草堂酔夢譚」（2011年、監督：荻野欣士郎）

## 出演

### 舞台
- ロッキー・ホラー・ショー（1987年4月11日 - 5月31日、サンシャイン劇場ほか） - ブラッド 役
- 母子泥棒（おやこどろぼう）（1992年4月　道頓堀中座　ほか）　- 正夫 役　ミヤコ蝶々：作・演出・主演